# Scaphochlamys reticosa
Scaphochlamys reticosa là một loài thực vật có hoa trong họ Gừng. Loài này được Henry Nicholas Ridley miêu tả khoa học đầu tiên năm 1905 dưới danh pháp Gastrochilus reticosa (đúng ra là Gastrochilus reticosus do Gastrochilus là danh từ giống đực). Năm 1987, Rosemary Margaret Smith chuyển nó sang chi Scaphochlamys.
Năm 2016, Yen Yen Sam et al. tách 8 loài ở Borneo (gồm S. argentea, S. biru, S. calcicola, S. iporii, S. petiolata, S. reticosa, S. salahuddiniana, S. stenophylla) ra thành chi riêng, gọi là Borneocola - với B. reticosus là loài điển hình, nhưng Ooi et al. (2017) cho rằng việc tách ra này chưa đủ độ thuyết phục và vẫn duy trì 8 loài này trong chi Scaphochlamys.

## Mẫu định danh
Mẫu định danh: H.N. Ridley s. n.; thu thập ngày 22 tháng 9 năm 1904 tại Bidi, tỉnh Kuching, bang Sarawak, Malaysia. Holotype lưu giữ tại Vườn Thực vật Singapore (SING). Tọa độ điểm lấy mẫu định danh khoảng tọa độ 1°23′0″B 110°8′0″Đ / 1,38333°B 110,13333°Đ.

## Từ nguyên
Tính từ định danh reticosa nghĩa là mắt lưới, khảm; ở đây là nói tới đặc điểm hệ gân lá dạng khảm mắt lưới nổi rõ ở mặt gần trục (mặt trên) của phiến lá rất khác biệt của loài này.

## Phân bố
Loài này có trên đảo Borneo, tại huyện Bau, tỉnh Kuching, bang Sarawak, Malaysia. Môi trường sống là rừng trên đất đen mollisol chân đồi đá vôi nhiều bóng râm, ở cao độ khoảng 40 – 50 m.

## Mô tả
Địa thực vật thân thảo, sống lâu năm, có thân rễ, cao tới ~10 cm. Thân rễ thanh mảnh, bò lan xuyên qua mặt đất. Các chồi lá cách nhau ~20 mm, 1 lá; cuống lá dài 6–8 cm, nhẵn nhụi, có rãnh mặt trên; bẹ không lá ~2, dài 1,5–4 cm, cả hai đều áp ép chặt vào cuống lá, màu xanh lục nhạt khi non, nhẵn nhụi, đỉnh có mấu nhọn, khô xác khi già; bẹ lá dài 2 cm; lưỡi bẹ dài 1–2 mm, mỏng và dạng màng, hình tam giác, nhưng không luôn luôn nhìn thấy do nhanh rữa nát khi già; phiến lá 6–10 × 4,5–6 cm, hình trứng, gần như da, đáy hơi hình tim đến thuôn tròn, thon nhỏ dần ngắn, đỉnh nhọn, có túm lông; mặt gần trục màu xanh lục từ tươi tới sẫm, gân giữa lõm, tất cả các gân khác nổi tạo ra bề mặt có kết cấu gờ và mắt lưới khác biệt (khảm) – từ đây mà có tính từ định danh reticosa; mặt xa trục màu xanh lục nhạt, nhẵn nhụi hoặc có lông tơ. Cuống cụm hoa dài ~2 cm, màu xanh lục nhạt. Cụm hoa suy giảm, dài ~3,8 cm, kết đặc, bao gồm 5 lá bắc xếp lợp, lá bắc thứ nhất kích thước ~18 × 5 mm, hở tới đáy, hình thuyền, nhẵn nhụi, mép uốn cong vào, đỉnh nhọn, mỗi lá bắc đỡ ~2 hoa; lá bắc con thứ nhất dài ~15 mm, 2 gờ lưng, các lá bắc con kế tiếp nhỏ hơn; hoa nhỏ, nở từng bông một, đài hoa dài 14 mm, có lông mịn dài che phủ, đỉnh 2 răng và khe chẻ sâu; ống hoa dài 18 mm, màu trắng; các thùy tràng hoa màu vàng trong mờ nhạt; thùy tràng lưng 7 × 3 mm, đỉnh có nắp; các thùy tràng bên dài 6 mm, thẳng, mép hơi quăn vào, đỉnh thuôn tròn; nhị lép 5 × 2 mm, ngắn, hình chùy, đỉnh thuôn tròn, hẹp về phía đáy, với lông tuyến, màu trắng; cánh môi 9 × 8 mm, thuôn tròn hình thìa, đáy hẹp, có vuốt, mặt gần trục có lông tuyến, màu trắng ở đáy và tím hoa cà nhạt tới đỉnh, dải giữa màu vàng nhạt, đỉnh thuôn tròn, khe chẻ sâu 3 mm và xếp chồng; nhị về tổng thể màu trắng; chỉ nhị ngắn; mô vỏ bao phấn dài 4 mm với đáy thuôn tròn, không cựa, mào dài 1–2 mm, 2 răng; đầu nhụy nằm ngay trên mô vỏ bao phấn, hình chén, mép có lông rung ngắn; bầu nhụy dài 1–4 mm, 1 ngăn, có lông mịn dài che phủ. Không thấy quả và hạt.
Nhóm Petiolata được xác định bằng cụm hoa chen chúc chặt, sắp xếp xoắn ốc, các lá bắc dạng màng, các lá bắc con tương tự như lá bắc, với lá bắc con thứ nhất ngắn hơn lá bắc, 2 gờ lưng rất mờ nhạt, hoa nhỏ, dài ~4 cm với cánh môi chủ yếu có màu tím dài ~1 cm và quả có vỏ quả ngoài nhẵn. Nhóm này chỉ giới hạn ở phía tây Sarawak, gồm 10 loài là S. argentea, S. biru, S. durga, S. hasta, S. multifolia, S. nigra, S. petiolata, S. pseudoreticosa, S. reticosa, S. stenophylla.